# 関西よつ葉連絡会
関西よつ葉連絡会（かんさいよつばれんらくかい）は、「有機農業運動」と「食品公害追放の消費者運動」の流れから1976年に大阪で発足した事業体。
商品カタログ「ライフ」を発行し、約4万人の会員に対して関西21箇所の配送センターから食品や生活用品を配送している。
株式会社ひこばえ（仕入れ部門）、株式会社よつば農産（農産品の企画・入出荷管理部門）、株式会社安全食品流通センター（出荷・物流部門）が中心となっている。